# Liste de jeux Nintendo eShop (Nintendo 3DS)

Logo du Nintendo eShop.

La liste de jeux Nintendo eShop (Nintendo 3DS) répertorie les jeux vidéo disponibles exclusivement sur le Nintendo eShop de la console Nintendo 3DS toutes régions confondues.
Remarques :
- Par souci de cohérence avec le reste de Wikipédia en français, il est utile de mettre les appellations françaises si le jeu possède un titre francophone.
- Pour les jeux physiques réédités sur Nintendo eShop, voir Liste de jeux Nintendo 3DS.
- Pour les jeux édités sur la Console Virtuelle, voir Console virtuelle (Nintendo 3DS).

- Haut – A
- B
- C
- D
- E
- F
- G
- H
- I
- J
- K
- L
- M
- N
- O
- P
- Q
- R
- S
- T
- U
- V
- W
- X
- Y
- Z

Légende :
- (N3DS) = sorti uniquement sur New Nintendo 3DS

## 0-9
- 10-in-1: Arcade Collection
- 101 DinoPets 3D
- 101 Pony Pets 3D
- 101 Penguin Pets 3D
- 1001 Spikes
- 2 Fast 4 Gnomz
- 2048
- 36 Fragments of Midnight (N3DS)
- 3D After Burner II
- 3D Altered Beast
- 3D Block Kuzushi
- 3D Classics: Excitebike
- 3D Classics: Kid Icarus
- 3D Classics: Kirby's Adventure
- 3D Classics: TwinBee
- 3D Classics: Urban Champion
- 3D Classics: Xevious
- 3D Ecco the Dolphin
- 3D Fantasy Zone
- 3D Fantasy Zone II W
- 3D Galaxy Force II
- 3D Gunstar Heroes
- 3D Out Run
- 3D Power Drift
- 3D Puyo Puyo Tsū
- 3D Retro Dungeon Puzzle Challenge
- 3D Shinobi III: Return of the Ninja Master
- 3D Solitaire
- 3D Sonic the Hedgehog
- 3D Sonic the Hedgehog 2
- 3D Space Harrier
- 3D Streets of Rage
- 3D Streets of Rage II
- 3D Super Hang-On
- 3D Thunder Blade
- 50 Pinch Barrage!!
- 6180 the Moon (N3DS)
- 6x1/=UNLIMITED
- 80's Overdrive[1]

## A
- Accel Knights 2: Full Throttle
- Advance Wars: Dark Conflict
- Adventure Bar Story
- Adventure Labyrinth Story
- Aero Porter
- Aeterno Blade
- Aikatsu Stars! First Appeal
- Air Battle Hockey 3D
- AiRace Speed
- AiRace Xeno
- Akari by Nikoli
- Alchemic Dungeons
- Alien on the Run
- Alien Panic!
- Alphadia
- Alter World (N3DS)
- Ambition of the Slimes
- Angry Bunnies
- Angry Video Game Nerd Adventures
- Anime Workshop
- Another World : Édition 20e anniversaire
- Aqua Moto Racing 3D
- AR Games
- ARC Style: Baseball 3D
- ARC Style: Freecell
- ARC Style: Happy Ocean
- ARC Style: Jazzy Billiards 3D Professional
- ARC Style: Joshi Soccer!! 3D
- ARC Style: San Goku Shi Pinball
- ARC Style: Simple Mahjong 3D
- ARC Style: Soccer 3D
- ARC Style: Soccer!! 2014
- ARC Style: Solitaire
- ARC Style: Spider Solitaire
- Arcade Classics 3D
- Arrow of Laputa: Kage Nashi Sensei to Kiron no Fūken
- Art of Balance Touch!
- Ascent of Kings (N3DS)
- Asdivine Cross
- Ash
- Ashiato Reversi: Kuma-Mon Version
- Atlantic Quest
- Attack of the Friday Monsters!
- ATV Wild Ride 3D
- Ava and Avior Save the Earth
- Azito 3D: Kyoto
- Azito 3D: Osaka
- Azito 3D: Tokyo
- Azure Snake
- Azure Striker Gunvolt
- Azure Striker Gunvolt 2

## B
- Back in 1995 64
- Balloon Pop Remix
- Banana Bliss: Jungle Puzzles
- Battle Cats POP!, The
- Battle of Elemental Reboost
- Battle Robo, The: Daikyōtō Scramble
- Battleminer
- Battleminerz
- BearShark
- Best of Arcade Games: Air Hockey
- Best of Arcade Games: Brick Breaker
- Best of Arcade Games: Bubble Buster
- Best of Arcade Games: Tetraminos
- Best of Board Games: Chess
- Best of Board Games: Mah-jong
- Best of Board Games: Solitaire
- Best of Mahjong
- Best of Solitaire
- Beyblade Burst BeyLogger Plus and Puzzle
- Big Bass Arcade: No Limit
- Bijin-Tokei
- Bike Rider DX
- Bike Rider DX2: Galaxy
- The Binding of Isaac: Rebirth (N3DS)
- Bingo de NōTore: BinTore
- Bird Mania 3D
- Bird Mania Christmas 3D
- Bit Boy!! Arcade
- Bit Dungeon+
- Blast 'Em Bunnies
- Blaster Master Zero
- Blasting Agent: Ultimate Edition
- BlazBlue: Clonephantasma
- Block Factory
- Block-a-Pix Color
- BlockForm (N3DS)
- Blok Drop Chaos (N3DS)
- Bloo Kid 2
- Bloodstained: Curse of the Moon
- Bloody Vampire
- Bokura no Gakkō Sensō: Tsūkai Adventure
- Bokura no Nanokakan Sensō: Yūjō Adventure
- Bomb Monkey
- Bonds of the Skies
- Bōningen Challenge!
- Box Up (N3DS)
- BoxBoy!
- BoxBoxBoy!
- Boxzle
- Brave Dungeon
- Brave Tank Hero
- Breakout Defense (N3DS)
- Breakout Defense 2 (N3DS)
- Brick Race (N3DS)
- Brick Thru
- Brunch Panic
- Brutus and Futee
- Bubble Pop World
- Bugs vs. Tanks
- Bukigami
- Butterfly: Inchworm Animation II
- Bye-Bye BoxBoy!

## C
- Candy, Please!
- Card, The: Daifugō - Poker - Blackjack
- Carps and Dragons
- Castle Clout 3D
- Castle Conqueror Defender
- Castle Conqueror EX
- Cave Story
- Chain Blaster
- Chari-Sō DX3: Time Rider
- Chase: Cold Case Investigations - Distant Memories
- Chat-A-Lot
- Cheval et Poney : Ma vie avec les chevaux 3D
- Chibi-Robo! Photo Finder
- Chicken Wiggle
- Chikaku no BanBro P wo Motteiru Hito to Issho ni Gassō Dekiru
- Cho~ricchi! Tamagotchi no Puchi Puchi Omisecchi de Violin Lesson
- Chō 2 Talk
- Chō Chari-Sō: Atsumete! Chōjū Hunter
- Chōjin Baseball Stadium
- Chōjin Baseball Stadium: Nekketsu Story
- Christmas Night Archery (N3DS)
- Christmas Wonderland 3
- Christmas Wonderland 4
- Chronus Arc
- City Mysteries
- Classic Card Games
- Club Nintendo Picross
- Club Nintendo Picross Plus
- Coaster Creator 3D
- Cocoro: Line Defender
- Collide-a-Ball
- Color Cubes (N3DS)
- Color Zen
- Color Zen Kids
- Colors! 3D
- Comic Workshop
- Comic Workshop 2
- Conveni Dream
- Crazy Chicken: Director's Cut 3D
- Crazy Chicken: Pirates 3D
- Crazy Construction
- Crazy Kangaroo
- Creeping Terror
- Crimson Shroud
- Crollors Game Pack
- Crystareino
- Cube Creator 3D
- Cube Tactics
- Cubit the Hardcore Platformer Robot
- Cup Critters (N3DS)
- Custom Monsters
- Cut the Rope
- Cycle of Eternity: Space Anomaly

## D
- Daigassō! Band Brothers P - Shimobe Tool
- Daigassō! Band Brothers P Debut
- Dakkan Shirei Majo Dungeon: Shū no Tame Nara Yara Nebanarumai
- Dan McFox: Head Hunter
- Danger Road
- Dangerous Road
- Darts Up 3D
- Dasshutsu Adventure: Akumu no Shinigami Ressha
- Dasshutsu Adventure: Dai Shichi no Yogen
- Dasshutsu Adventure: Kami Kudashi no Uranai Sara
- Dasshutsu Adventure: Kyūkōsha no Shōjo
- Dasshutsu Adventure: Majo no Sumu Yakata
- Dasshutsu Adventure: Noroi no Sūretsu
- Dasshutsu Adventure: Shiawase no Akai Ishi
- Dasshutsu Adventure: Shūen no Kuroikiri
- Dasshutsu Game, The: Kiken na 5-tsu no Misshitsu
- Dasshutsu Game, The: Uragiri no Misshitsu
- Deaitama
- Deer Hunting King
- Defend your Crypt
- Delusions of Von Sottendorff and His Squared Mind, The
- Dementium Remastered
- Demon King Box
- Denpa Men, The: They Came By Wave
- Denpa Men 2, The: Beyond the Waves
- Denpa Men 3, The: The Rise of Digitoll
- Denpa Ningen no RPG FREE!
- Densha Unten Shirei! Tōkaidō-Hen
- Densha Unten Shirei! Tōkyōwan-Hen
- Digger Dan DX
- Digimon Universe: Appli Monsters Cyber Arena
- Dillon's Rolling Western
- Dillon's Rolling Western: The Last Ranger
- Dōbutsu Sentai Zyuohger: Battle Cube Puzzle
- Dodge Club Pocket
- DodgeBox (N3DS)
- DokiDoki! PreCure Narikiri Life!
- Dokopon Choice: Keroro Gunsō Vol.1 1-5 Maki Pack
- Dōkutsujima
- Don't Crash Go (N3DS)
- Dooors
- Dopamix
- Dot Artist
- Dot Runner: Complete Edition
- Double Breakout (N3DS)
- Dr. Mario: Miracle Cure
- Dragon Fang
- Dragon Fantasy: The Black Tome of Ice
- Dragon Fantasy: The Volumes of Westeria
- Dragon Lapis
- Dragon Quest
- Dragon Quest II
- Dragon Quest III
- Dragon Quest X: Odekake Moshasu de Battle
- Dragon Sinker
- Dragon's Wrath
- Drancia Saga
- dreeps: Alarm Playing Game
- Dress to Play: Cute Witches!
- Dress to Play: Magic Bubbles!
- Drone Fight
- Drop Zone: Under Fire

## E
- Edge
- Elliot Quest
- Elminage II: Sōsei no Megami to Unmei no Daichi
- Elminage III: Ankoku no Shito to Taiyō no Kyūden
- Elminage Original
- Epic Word Search Collection
- Epic Word Search Collection 2
- Epic Word Search Holiday Special
- Escape From Zombie City
- escapeVektor
- European Conqueror 3D
- Excave
- Excave II: Wizard of the Underworld
- Excave III: Tower of Destiny
- Eyeresh

## F
- Fairune
- Fairune 2
- Fallblox
- Family Bowling 3D
- Family Fishing
- Family Kart 3D
- Family Table Tennis 3D
- Family Tennis 3D
- Fantasy Pirates
- Fat Dragons
- Fifteen (N3DS)
- Final Fantasy
- Fish On 3D
- Fishdom H2O: Hidden Odyssey
- Flap Flap
- Flick Golf 3D
- Flipnote Studio 3D
- Fluidity: Spin Cycle
- Four Bombs (N3DS)
- Fractured Soul
- Frontier Days: Founding Pioneers
- Frutakia 2 (N3DS)
- Fullblox
- Fun! Fun! Minigolf Touch!
- Futuridium EP Deluxe (N3DS)

## G
- Gabrielle's Ghostly Groove Mini
- Gakki de Asobo: Tanoshii Dōyō 1
- Gakki de Asobo: Tanoshii Dōyō 2
- Gakki de Asobo: Tanoshii Dōyō 3
- Gakuyū Unmeikyōdō: Friends in the Same RPG
- Galaxy Blaster (N3DS)
- Galaxy Blaster Code Red (N3DS)
- Game 15, The
- Game 15 Vol. 2, The
- Games for Toddlers 2
- Gardenscapes
- Geki Yaba Runner Deluxe
- Geki Yaba Runner Habanero
- Gekitō Senshi Nagerunder
- Genkai! Yamadzumi Battle
- GEOM
- Ginsei Igo 3D
- Ginsei Shogi 3D
- Glory of Generals
- Glory of Generals: The Pacific
- Go! Go! Kokopolo 3D: Space Recipe for Disaster
- Gotcha Racing
- Gotta Protectors
- Gourmet Dream
- Governor of Poker
- Greco Kara no Chōsenjō! Eitango no Shima to Obaketachi Step 1
- Greco Kara no Chōsenjō! Eitango no Shima to Obaketachi Step 2
- Greco Kara no Chōsenjō! Eitango no Shima to Obaketachi Step 3
- Greco Kara no Chōsenjō! Eitango no Shima to Obaketachi Step 4
- Greco Kara no Chōsenjō! Kanji no Yakata to Obake-Tachi: Shōgaku 1 Nensei
- Greco Kara no Chōsenjō! Kanji no Yakata to Obake-Tachi: Shōgaku 2 Nensei
- Greco Kara no Chōsenjō! Kanji no Yakata to Obake-Tachi: Shōgaku 3 Nensei
- Greco Kara no Chōsenjō! Kanji no Yakata to Obake-Tachi: Shōgaku 4 Nensei
- Greco Kara no Chōsenjō! Kanji no Yakata to Obake-Tachi: Shōgaku 5 Nensei
- Greco Kara no Chōsenjō! Kanji no Yakata to Obake-Tachi: Shōgaku 6 Nensei
- Greco Kara no Chōsenjō! Keisan no Shiro to Obake-Tachi: Hikizan
- Greco Kara no Chōsenjō! Keisan no Shiro to Obake-Tachi: Kakezan
- Greco Kara no Chōsenjō! Keisan no Shiro to Obake-Tachi: Tashizan
- Greco Kara no Chōsenjō! Keisan no Shiro to Obake-Tachi: Warizan
- Grinsia
- Groove Heaven
- Gu-nyan
- Guide the Ghost (N3DS)
- Guerre des têtes, La
- Gummy Bears Mini Golf
- Gunma no Yabō for Nintendo 3DS
- Gunman Clive
- Gunman Clive 2
- Gunslugs
- Gunslugs 2
- Gurumin 3D: A Monstrous Adventure
- Gurutan: Chūgaku Eitango
- Gurutan: Kōkō Eitango
- Gurutan: Otona no Eitango

## H
- Halloween Night Archery (N3DS)
- Halloween: Trick or Treat 2
- Hand of Panda, The
- Happy Circus
- Hazumi
- Heart Beaten
- Heavy Fire: Black Arms 3D
- Heavy Fire: Special Operations 3D
- Henri
- Heyawake by Nikoli
- HeyBot! HeyboHeybo! HeyBoTournament!
- Hidden Haunts: Gothic Masquerade
- Hideaways: Foggy Valley
- Hiding Out
- Higanbana no Saku Yoru ni
- Hippari~Nya!
- Hit Ninja (N3DS)
- Hitori by Nikoli
- Hitsuji no Shaun 3D: Dai-1-Maki
- Hitsuji no Shaun 3D: Dai-2-Maki
- Hitsuji no Shaun 3D: Dai-3-Maki
- Hitsuji no Shaun 3D: Dai-4-Maki
- Hitsuji no Shaun 3D: Dai-5-Maki
- Hiyoko Mamire
- Hohei, The: Senjō no Inutachi
- Horror Stories
- Horse and Foal: Best Friends - My Horse 3D
- House in Fata Morgana, The
- Hungry Burger
- Hyper Paddle Blocrusher
- Hyperlight EX (N3DS)

## I
- I Love My Cats
- I Love My Dogs
- I Love My Pony
- I.F.O
- Ice Station Z
- Igo, The
- Ijin Bakutō!! Udeziman
- Ikachan
- Illust Puzzle, The
- Illvelo Dillinjah
- Imomushi Wars
- Inazuma Eleven
- Inch Worm Animation 2: Butterfly
- Infinite Dunamis
- Infinite Golf (N3DS)
- Initial D Perfect Shift Online
- Insect Planet TD
- Iron Combat: War in the Air
- IronFall: Invasion
- Isshoni Photo Pikmin
- Itsu no Ma ni Televi
- Item Sagashi, The: Joshikōsei Tantei Shinjitsu no Jikenbo
- I've Got to Run: Complete Edition!

## J
- Japanese Rail Sim 3D: Journey in Suburbs #1
- Japanese Rail Sim 3D: Journey in Suburbs #1 Vol. 2
- Japanese Rail Sim 3D: Journey in Suburbs #1 Vol. 3
- Japanese Rail Sim 3D: Journey in Suburbs #1 Vol. 4
- Japanese Rail Sim 3D: Travel of Steam
- Jet Dog
- Jett Rocket II: The Wrath of Taikai
- Johnny Dynamite
- Johnny Hotshot
- Johnny Impossible
- Johnny Kung Fu
- Johnny's Payday Panic
- Journey to Kreisia
- Jump Trials Supreme
- Jump Yūsha
- Justice Chronicles

## K
- Kakuro by Nikoli
- Kaku-San-Sei Million Arthur
- Kamen Rider Atsume
- Kamen Rider Ghost: Game de Kaigan!!
- Kami
- Kanbutsu Himōto! Umaru-chan Daratto Puzzle
- Kanshikikan, The: File.1 Kinkyū Sōsa! Jūryō Shōko o Touch Seyo!
- Kanshikikan, The: File.2 Kinkyū Shutsudō! Ochita Hoshi o Oe!
- Karaoke Joysound
- Keep, The
- Kemonomix Plus
- Ken to Mahō to Gakuen Mono. 3D
- Kersploosh!
- Ketzal's Corridors
- Kid Tripp (ja)
- Killca Drive
- Kingdom's Item Shop
- Koneko no Ie: Kirishimaya to Sanbiki no Koneko
- Koneko no Ie 2: Himitsu no Hako Kara Tobideta Yume
- Korg DSN-12
- Korg M01D
- Korokesu
- Kōekizaidan Hōjin Nihon Kanji Nōryoku Kentei Kyōkai: Kanken Training - 1-Kyū Jun-1-Kyū 2-Kyū
- Kōekizaidan Hōjin Nihon Kanji Nōryoku Kentei Kyōkai: Kanken Training - 3-Kyū
- Kōekizaidan Hōjin Nihon Kanji Nōryoku Kentei Kyōkai: Kanken Training - 4-Kyū
- Kōekizaidan Hōjin Nihon Kanji Nōryoku Kentei Kyōkai: Kanken Training - 5-Kyū
- Kōekizaidan Hōjin Nihon Kanji Nōryoku Kentei Kyōkai: Kanken Training - 6-Kyū
- Kōekizaidan Hōjin Nihon Kanji Nōryoku Kentei Kyōkai: Kanken Training - 7-Kyū
- Kōekizaidan Hōjin Nihon Kanji Nōryoku Kentei Kyōkai: Kanken Training - 8-Kyū
- Kung Fu Fight!
- Kung Fu Rabbit
- Kuroko Style
- Kururin Susshi
- Kutar Apple
- Kutar Burger Factory
- Kutar Concert Staff
- Kutar End Credits
- Kutar Jump Rope
- Kutar Magic Ball
- Kutar Powder Factory
- Kutar Quiz
- Kutar Ski Lift
- Kutar Tube Rider
- Kyojinsō, The

## L
- League of Heroes
- Legend of Dark Witch, The
- Legend of Dark Witch 2, The
- Legend of Dark Witch 3, The: Wisdom and Lunacy
- Legend of Kusakari, The
- Legendary Fishing
- Legna Tactica
- Let's Golf 3D
- Let's! Splat! Machigai Sagashi
- Liberation Maiden
- Life with Horses 3D
- Lifespeed (N3DS)
- Line Puzzle, The
- Link Picture Link-a-Pix
- Link-a-Pix Color
- Lionel City Builder 3D: Rise of the Rails
- Little Adventure on the Prairie
- Little Doll Princess
- Lola's ABC Party
- Lola's Math Train
- Love Hero
- Love Plus Tools
- Lucky Luke et les Dalton

## M
- Ma vie à la ferme 3D
- Ma vie de soigneur de chevaux 3D
- Ma vie de vétérinaire en Australie 3D
- Machine Knight
- Mad Dog McCree
- Magical Diary: Secrets Sharing
- Mahjong 3D: Essentials
- Maido Hanafuda
- Maido Hebo Shogi
- Maldita Castilla EX
- Mansion Percussion
- Mario and Donkey Kong: Minis on the Move
- Maru Gō! Nanami to Issho ni Gakubo! English Jōtatsu no Kotsu Riron-Hen
- Maru Gō! Nanami to Issho ni Gakubo! TOEIC Test Taisaku-Hen
- Maru Gōkaku! Boki 2-Kyū Shiwake Drill: Shōgyō Boki - Kōgyō Boki
- Maru Gōkaku! Boki 3-Kyū Shiwake Drill
- Maru Gōkaku! Care Manager Shiken: Heisei 26 Nendohan
- Maru Gōkaku! Care Manager Shiken: Heisei 29 Nendohan
- Maru Gōkaku! Care Manager Shiken: Heisei 27 Nendohan
- Maru Gōkaku! Care Manager Shiken: Heisei 28 Nendohan
- Maru Gōkaku! Chihōkōmuin Jōkyū Kyōyō Shiken: 2015 Nendohan
- Maru Gōkaku! Chihōkōmuin Jōkyū Senmon Shiken: 2015 Nendohan
- Maru Gōkaku! FP2-Kyū Heisei 26-27 Nendohan
- Maru Gōkaku! FP3-Kyū Heisei 26-27 Nendohan
- Maru Gōkaku! Gyōsei Shoshi Shiken
- Maru Gōkaku! Gyōsei Shoshi Shiken: Heisei 26 Nendohan
- Maru Gōkaku! Gyōsei Shoshi Shiken: Heisei 28 Nendohan
- Maru Gōkaku! Gyōsei Shoshi Shiken: Heisei 29 Nendohan
- Maru Gōkaku! Hisho Kentei
- Maru Gōkaku! Iryō Jimu: Shinryōhōshū Seikyū Jimu Nōryoku Nintei Shiken (Ika)
- Maru Gōkaku! IT Passport Shiken: Heisei 26 Nendohan
- Maru Gōkaku! IT Passport Shiken: Heisei 27 Nendohan
- Maru Gōkaku! Kaigofukushishi Shiken: Heisei 26 Nendohan
- Maru Gōkaku! Kaigofukushishi Shiken: Heisei 27 Nendohan
- Maru Gōkaku! Kaigofukushishi Shiken: Heisei 28 Nendohan
- Maru Gōkaku! Kaigofukushishi Shiken: Heisei 29 Nendohan
- Maru Gōkaku! Kihonjōhō Gijutsusha Shiken
- Maru Gōkaku! Kihonjōhō Gijutsusha Shiken: Heisei 26 Nendohan
- Maru Gōkaku! Kihonjōhō Gijutsusha Shiken: Heisei 28 Nendohan
- Maru Gōkaku! Ōyōjōhō Gijutsusha Shiken
- Maru Gōkaku! Ōyōjōhō Gijutsusha Shiken: Heisei 26 Nendohan
- Maru Gōkaku! Ōyōjōhō Gijutsusha Shiken: Heisei 28 Nendohan
- Maru Gōkaku! Shakaifukushi Samurai Shiken: Heisei 28 Nendohan
- Maru Gōkaku! Shakaifukushi Samurai Shiken: Heisei 29 Nendohan
- Maru Gōkaku! Shakaifukushishi Shiken: Heisei 26 Nendohan
- Maru Gōkaku! Sharoshi Shiken: Heisei 27 Nendohan
- Maru Gōkaku! Takken Shiken
- Maru Gōkaku! Takken Samurai Shiken: Heisei 28 Nendohan
- Maru Gōkaku! Takken Samurai Shiken: Heisei 29 Nendohan
- Maru Gōkaku! Takken Shiken: Heisei 26 Nendohan
- Maru Gōkaku! Takken Shiken: Heisei 27 Nendohan
- Marvel Disk Wars: Avengers - Ultimate Heroes
- Marvel Pinball 3D
- Masyu by Nikoli
- Me and My Furry Patients 3D
- Me and My Pets 3D
- Meiga to Tanosimu Otona no Machigai Sagashi
- Mercenaries Saga 2: Order of the Silver Eagle
- Mercenaries Saga 3
- Mighty Gunvolt
- Mighty Gunvolt Burst
- Mighty Switch Force!
- Mighty Switch Force! 2
- Mii Maker
- Miitopia: Casting Call
- MindFeud
- Mini Golf Resort
- Mini Sports Collection
- Mini-Mario and Friends: Amiibo Challenge
- Minna de Nanpure
- Minna no Decoration Card
- Mitsukete! Ojipokkuru+
- Moero!! Pro Yakyū 2016
- Moji Puzzle Kotoda Maru
- Mom Hid My Game! (N3DS)
- Monokage Quest
- Mononoke Forest
- Mononoke Tantei: Shida no Ayakashi Jiken Chō
- Monster Combine TD
- Monster Shooter
- Moon Chronicles ep. 1-4
- Motto Kigaru ni! Oekaki Kōbō Plus
- Music on: Electric Guitar
- Musicverse: Electronic Keyboard
- Mutant Mudds
- Mutant Mudds: Super Challenge
- My Farm 3D
- My First Songs
- My First Songs 2
- My Nintendo Picross - The Legend of Zelda: Twilight Princess
- My Pets
- My Style Studio: Hair Salon
- Mysterious Stars 3D: A Fairy Tale
- Mysterious Stars 3D: Road To Idol
- Mystery Murders: The Sleeping Palace
- Mystery P.I.: Kieta Film

## N
- Nanami to Issho ni Manabo! English Nichijōkaiwa
- Nankō Furaku Sangokuden: Wei to Ooinaru Sensen
- Nankō Furaku Sangokuden: Wu to Ookawa no Eisha
- Nano Assault EX
- Nazo no Mini-Game: Choigae
- Nazo Waku Yakata: Oto no Ma ni Ma ni Daiichi Wa - Hikarume
- Nazotoki Maze-Kara no Dasshutsu
- Nekketsu, The! Honoo no Ramen-ya
- Neko Atsume: Kitty Collector
- Neko Neko Nipponshi Rekishi Hakken Puzzle!
- NicoNico
- NightSky
- Nikakude Swish
- Nikoli no Puzzle: Hashi o Kakero
- Nikoli no Puzzle: Number Link
- Nikoli no Puzzle: Shikaku ni Kire
- Nikoli no Puzzle: Yajilin
- Ninja Battle Heroes
- Ninja Smasher!
- Ninja Usagimaru: The Gem of Blessings
- Ninja Usagimaru: The Mysterious Karakuri Castle
- Nintendo Badge Arcade
- Nintendo Video
- Noah no Yurikago
- Noah's Cradle
- NOeSIS: Uso o Tsuita Kioku no Monogatari
- Noitu Love: Devolution
- Noroi no Haibyōin, The: Tojikomerareta Kao no Nai Shōjo
- Noroi no Haikōsha, The: Noroi no Kamen to Futago no Shōjo
- Now I Know my ABCs 2
- Nuigurumi no Cake-yasan: Mini Mahō no Patissier
- Number Puzzle, The
- Nurikabe by Nikoli
- Nyanyanto Mori
- Nyoki Nyoki Tabidachi Hen

## O
- Ocean Runner
- Odekake Takorin: Choigae[2]
- Oekaki o Kau Soft: CahiEr - Kaikai - Mizusō Version[3]
- Of Mice and Sand
- Oh No Odyssey: Chikyūkara no Dasshutsu
- Oh! GattiMan Kyūkyoku no Omega Chinpō to Momige 26
- Ohno Odyssey
- Okiraku Daifugō 3D
- Okiraku Fishing 3D
- Okiraku Golf 3D
- OlliOlli
- Onna no Ko to Misshitsu ni Itara **shichau Kamoshirenai
- Operation COBRA (N3DS)
- Order Land!
- Osomatsu-san Neat Dasshutsu Spiral!!
- Otegaru Puzzle Series: Alice to Mahō no Trump
- Othello, The
- Othello 3D
- Otona VS Greco: Kanji no Tō to Obaketachi - Choimuzu Hen[4]
- Otona VS Greco: Kanji no Tō to Obaketachi - Gekimuzu Hen[5]
- Otona VS Greco: Kanji no Tō to Obaketachi - Jōshiki Hen[6]
- Otona VS Greco: Kanji no Tō to Obaketachi - Kanzen Full Set[7]

## P
- Painting Workshop
- Parascientific Escape: Crossing at the Farthest Horizon
- Parascientific Escape: Cruise in the Distant Seas
- Parascientific Escape: Gear Detective
- Parking Star 3D
- Pazuru
- PDI Check
- Penguin Hop
- Percy's Predicament Deluxe (N3DS)
- Pet Hospital
- Pet Inn 3D
- Petit Novel Series: Harvest December
- Petite Zombies
- Phantom Thief Stina and 30 Jewels, The
- Phasmophobia: Hall of Specters 3D
- Phil's Epic Fill-a-Pix Adventure
- Photos with Animal Crossing
- Photos with Mario
- Physical Contact: 2048 (N3DS)
- Physical Contact: Picture Place (N3DS)
- Physical Contact: Speed (N3DS)
- Pic-a-Pix Color
- Picdun 2: Witch's Curse
- Pick-A-Gem
- Picross e
- Picross e2
- Picross e3
- Picross e4
- Picross e5
- Picross e6
- Picross e7
- Picross e8
- Picross e9
- Pictlogica Final Fantasy
- Pinball Breaker
- Pinball Breaker 2
- Pinball Breaker 3
- Pinball Breakout (N3DS)
- Pinball Breakout 2
- Pinball Breakout 3
- Ping Pong Trick Shot
- Ping Pong Trick Shot 2
- Pink Dot Blue Dot (N3DS)
- Pirate Pop Plus
- PIX3D
- Pixel Hunter (N3DS)
- Pixel Paint
- PixelMaker
- PixelMaker Studio
- Place Mii StreetPass
- Plain Video Poker
- Plantera
- Pocket Card Jockey
- Poke Transporter
- Pokédex 3D
- Pokédex 3D Pro
- Pokémon Bank
- Pokémon Dream Radar
- Pokémon Link: Battle!
- Pokémon Picross
- Pokémon Shuffle
- Polara
- Pong Pong Candy
- Power Disc Slam
- Proun+
- Psycho Pigs
- Puchi Novel: Betsuri no Jūichigatsu
- Puchi Novel: Hadan no Jūgatsu
- Puchi Novel: Kongi no Rokugatsu
- Puchi Novel: Kyōiki no Ichigatsu
- Puchi Novel: Renren no Sangatsu
- Puchi Novel: Seiran no Shigatsu
- Puchi Novel: Shikyū no Kugatsu
- Puchi Novel: Shingaku no Shichigatsu
- Puchi Novel: Shukusai no Hachigatsu
- Puchi Novel: Shūren no Jūnigatsu
- Puchi Novel: Tatageki no Gogatsu
- Puchi Novel: Zōyo no Nigatsu
- Puchicon Magazine: Sōkangō
- Pullblox
- Punch Club
- Puppies 3D
- Pure Chess
- Puyo Puyo!! 20th Anniversary: Mini Version
- Puzzle Labyrinth
- Puzzlebox Setup
- Pyramids
- Pyramids 2

## Q
- Q
- Quell: Memento
- Quell: Reflect
- Quest of Dungeons
- Quiet, Please!

## R
- Rabi Laby 3
- Radiohammer
- Radirgy de Gojaru!
- Rage of the Gladiator
- Rainbow Snake
- Raining Coins
- Real Dasshutsu Game x Nintendo 3DS: Chō Hakai Keikaku Kara no Dasshutsu
- Recochoku
- Reel Fishing Paradise 3D Mini
- Rengeki Heroes, The
- Retro City Rampage DX
- Rhythm Hunter: HarmoKnight
- Riki Densetsu
- Rising Board 3D
- River City: Knights of Justice
- Robot Rescue 3D
- RPG Maker Fes Player
- RTO (N3DS)
- RTO 2 (N3DS)
- RTO 3 (N3DS)
- Rubik's Cube
- Runny Egg
- Rusty's Real Deal Baseball
- RV-7 My Drone
- Rytmik Ultimate

## S
- Sadame
- Sakura Samurai: Art of the Sword
- Samurai Defender
- Samurai G
- Samurai Sword Destiny
- Sangoku Stories Ten
- Sanrio Characters Picross
- Scarygirl Illustration Kit
- Scoop'n Birds (N3DS)
- Secret Empires of the Ancient World
- Secret Journeys: Cities of the World
- Sensha 3D
- Severed
- Shakedown Hawaii
- Shanghai 3D
- Shanghai Mahjong
- Shephy
- Shift DX
- Shin Hyu~ Stone
- Shin Minna no Nurie Cinnamonroll
- Shin Minna no Nurie Hello Kitty
- Shin Minna no Nurie Little Twin Stars
- Shin Minna no Nurie My Melody
- Shin Minna no Nurie Pompompurin
- Shinjuku Dungeon
- Shoot the Ball (N3DS)
- Shōnen Ashibe: Go! Go! Goma-chan: Cute na Goma-chi Ippai Puzzle
- Shuriken Sentai Ninninger: Game de Wasshoi!!
- Siesta Fiesta
- Skater Cat
- Sketchy Snowboarding
- SkyPeace
- Slice It!
- Slitherlink by Nikoli
- Smash Bowling 3D
- Smash Cat Heroes
- Smash Controller
- SmileBASIC
- Snow Moto Racing 3D
- Soccer Up 3D
- Soccer Up Online
- Solitaire, The: Klondike / Spider
- Space Defender Battle Infinity
- Space Lift Danger Panic!
- Sparkle Snapshots 3D
- SpeedX 3D
- SpeedX 3D: Hyper Edition
- Splat the Difference
- Squareboy vs. Bullies: Arena Edition
- Squids Odyssey
- Sssnakes
- Stack 'em High (N3DS)
- Star Wars Pinball
- Starship Damrey, The
- SteamWorld Dig
- SteamWorld Dig 2
- SteamWorld Heist
- Steel Diver: Sub Wars
- Steel Empire
- Stickman Super Athletics
- Storm Chaser: Tornado Alley
- Strike Force Foxx
- SubaraCity
- Sudoku by Nikoli
- Sudoku Party
- Sumico
- Super Destronaut 3D (N3DS)
- Super Little Acorns 3D Turbo
- Super Strike Beach Volleyball
- Swapdoodle
- Swapnote
- Sweet Memories Blackjack
- Swipe (N3DS)
- Swords and Darkness
- Swords and Soldiers 3D
- Symphony of Eternity

## T
- Table Tennis Infinity (N3DS)[8]
- Taisen Puzzle and Dragons X
- Takagari-Ō
- TakeyariMan
- Talking Phrasebook: 7 Languages
- Tamago Daibōken
- Tangram Attack
- Tangram Style
- Tank Troopers
- Tappingo
- Tappingo 2
- Taxi, The: Boku wa Charisma Utenshu
- Team Kirby Clash Deluxe
- Tennis, The
- Thorium Wars: Attack of the Skyfighter
- Timberman
- Tiny Games: Knights and Dragons
- Titan Attacks!
- Toite Susunde! Nazo Toki Castle
- Toki Tori 3D
- Tokyo Crash Mobs
- Top Model 3D
- Tokotoko Neko Puzzle: Schrodinger no Hakoniwa
- Touch Battle Ninja
- Touch Battle Tank 3D
- Touch Battle Tank 3D 2
- Touch Battle Tank 3D 3
- Touch Battle Tank: Tag Combat
- Tōzoku to 1000-Biki no Pokémon
- Toy Defense
- Toy Stunt Bike
- Toys vs Monsters
- Triple Breakout (N3DS)
- True Remembrance: Kioku no Kakera
- Turbo: Super Stunt Squad
- Turtle Tale

## U
- Ugokasō! Chibi Chara Kōbō
- Ultimate Poker and BlackJack
- Undead Bowling
- Undead Storm Nightmare
- Unholy Heights
- Unlucky Mage
- Uo Catch!
- Up Up Bot
- Urban Trial Freestyle
- Urban Trial Freestyle 2
- Uwaki Kareshi, The: Christmas Chūshi no Oshirase
- Uwaki Kareshi, The: Kaseifu ga Kenta Uwaki Genba
- Uwaki Kareshi, The: Totsugeki! Uwaki Genba
- Uwaki Kareshi, The: Uwaki no Daishō

## V
- Vacation Adventures: Park Ranger
- Vacation Adventures: Park Ranger 2
- Van Helsing sniper Zx100
- VectorRacing
- Vera Swings
- Viking Invasion 2: Tower Defense
- VoxelMaker
- VVVVVV

## W
- Wakedas
- Weapon Shop de Omasse
- Wild Adventures: Ultimate Deer Hunt 3D
- Wind-up Knight 2 (N3DS)
- Witch and Hero
- Witch and Hero 2
- Witch and Hero III
- Witch's Cat
- Without Escape
- Wizdom
- Woah Dave!
- Worcle Worlds
- Word Logic by POWGI
- Word Puzzles by POWGI
- Word Search 10K
- Word Search by POWGI
- WordsUp! Academy
- World Conqueror 3D
- World End Economica ep. 1-3

## X
- Xeodrifter

## Y
- Yakuman Hōō
- Yoru no Majin to Ikusa no Kuni: Samayoeru Vampire
- Yu-Gi-Oh! Duel Monsters Saikyo Card Battle!

## Z
- ZARA the Fastest Fairy
- Zen Pinball 3D
- Zeus Quest Remastered: Anagennisis of Gaia (N3DS)
- Zig Zag Go (N3DS)[9]
- Zombie Incident[10]
- Zombie Panic in Wonderland DX
- Zombie Slayer Diox
- Zombie's Cool 2